# Luca Parmitano
Luca Salvo Parmitano (Paternò, 27 settembre 1976) è un militare e astronauta italiano.
È stato il primo italiano ad effettuare un'attività extraveicolare il 9 luglio 2013, con 6 ore e 7 minuti di passeggiata spaziale. È il primo italiano (e il terzo europeo) al comando della Stazione spaziale internazionale (ISS) durante la Expedition 61.

## Biografia
Parmitano si è diplomato al liceo scientifico "Galileo Galilei" di Catania nel 1995, ha frequentato il quarto anno all'estero negli Stati Uniti, in California, grazie a una borsa di studio offerta da Intercultura. È entrato in Aeronautica Militare nel '95 con il corso Sparviero IV frequentato presso l'Accademia Aeronautica di Pozzuoli. Si è laureato in Scienze politiche all'Università degli Studi di Napoli Federico II nel 1999.
Ha quindi portato a termine l'addestramento base con la U.S. Air Force alla Euro-Nato Joint Jet Pilot Training 80th Flying Training Wing presso la Sheppard Air Force Base in Texas nel 2001. Al termine dell'addestramento di base come pilota, Parmitano viene assegnato agli AMX con il 13º Gruppo, 32º Stormo, ad Amendola dal 2001 al 2007. Durante questo periodo, ha ottenuto tutte le qualificazioni con tale velivolo, comprese Combat Ready, Four Ship Leader e Mission Commander/Package Leader.
Ha completato il corso JCO/CAS con la USAFE a Sembach in Germania nel 2002. Nel 2003 si è qualificato come ufficiale di guerra elettronica (EWO) al Re.S.T.O.G.E. di Pratica di Mare. Come membro del 13º Gruppo ha ricoperto il ruolo di Capo Sezione Addestramento e di Comandante della 76ª Squadriglia volo. È stato EWO del 32º Stormo. Ha completato il Programma di Leadership Tattica (TLP) a Florennes in Belgio nel 2005.
Sposato in prime nozze con Kathy Dillow nel 2009, da cui ha avuto due figlie, Sara e Maia, ha successivamente sposato Marta Guidarelli il 2 giugno 2023 .
Nel 2017 gli è stato dedicato l'asteroide 37627 Lucaparmitano.
Il 17 marzo 2022 ha ricevuto dall’Università LUMSA la laurea magistrale honoris causa in Economia e Management “per aver votato la sua vita interamente a svolgere attività fondamentali alla frontiera dell’innovazione, dell’esplorazione e della tecnologia a livello globale giungendo ad  abbracciare l’economia e il management delle attività aerospaziali nella gestione di persone, processi e strutture in progetti a elevata creatività in situazioni ad altissimo rischio. Con il suo fulgido esempio e con l’attenzione agli effetti estremi del cambiamento climatico e la tensione al sostegno agli studi dei giovani meno fortunati, ha sviluppato meriti scientifici e sociali che Lo rendono una personalità carismatica di elevato valore umano e professionale”.
Nel 2023 ha ricevuto alla Camera dei Deputati il Premio America della Fondazione Italia USA.

### L'incidente dell'11 maggio 2005

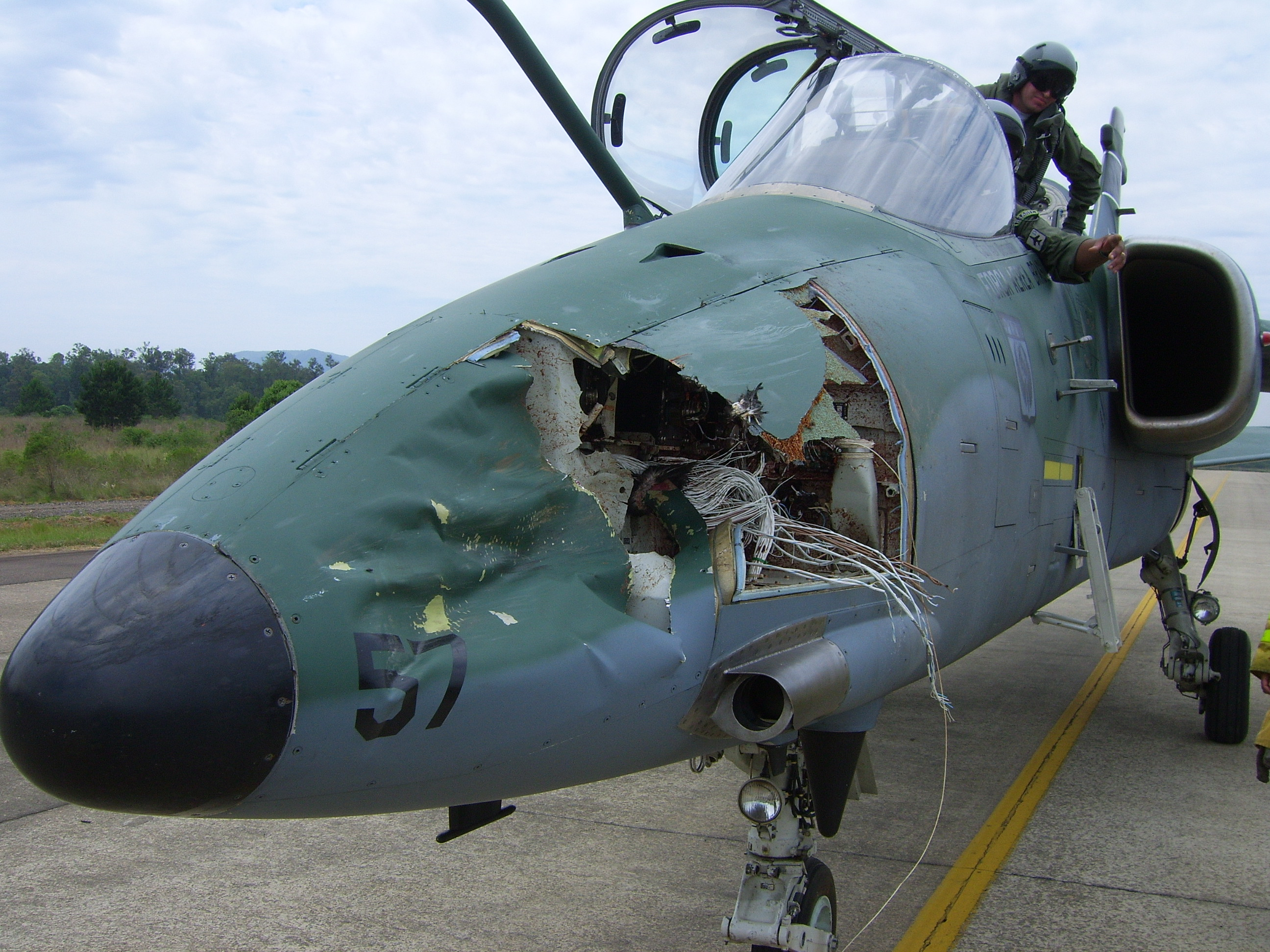
Gli effetti dell'impatto di un volatile su un AMX brasiliano simile a quello pilotato da Parmitano

Proprio durante il corso in Belgio, l'allora capitano Parmitano impattò con il suo AMX l'11 maggio 2005 contro un grosso volatile mentre volava sulla Manica. Attraverso lo studio delle piume rimaste incastrate nell'aereo si scoprì che il capitano si scontrò con una cicogna. Pur con l'abitacolo quasi distrutto dall'urto, senza ausilio della radio, colpito dal flusso aerodinamico e tra grosse difficoltà, riuscì comunque a riportare il velivolo a terra, rinunciando a eiettarsi e colpendo con la sua impresa la comunità aviatoria. Per l'episodio venne decorato con la Medaglia d'argento al valore aeronautico.

### La carriera come sperimentatore
Nel 2007 è stato assegnato al Reparto Sperimentale di Volo e selezionato dall'Aeronautica Militare per diventare pilota collaudatore sperimentatore. Si è diplomato come Pilote d'Essai Expérimental alla EPNER, la scuola piloti sperimentatori francese a Istres.
Nel luglio del 2009 Parmitano ha conseguito un master in Ingegneria del Volo Sperimentale presso l'Istituto Superiore dell'Aeronautica e dello Spazio di Tolosa in Francia.
Parmitano è colonnello dell'Aeronautica Italiana. Ha accumulato più di 2 000 ore di volo, si è qualificato su oltre 20 tipi tra aerei ed elicotteri militari e ha volato su oltre 40 tipi diversi di velivoli.

### La carriera come astronauta

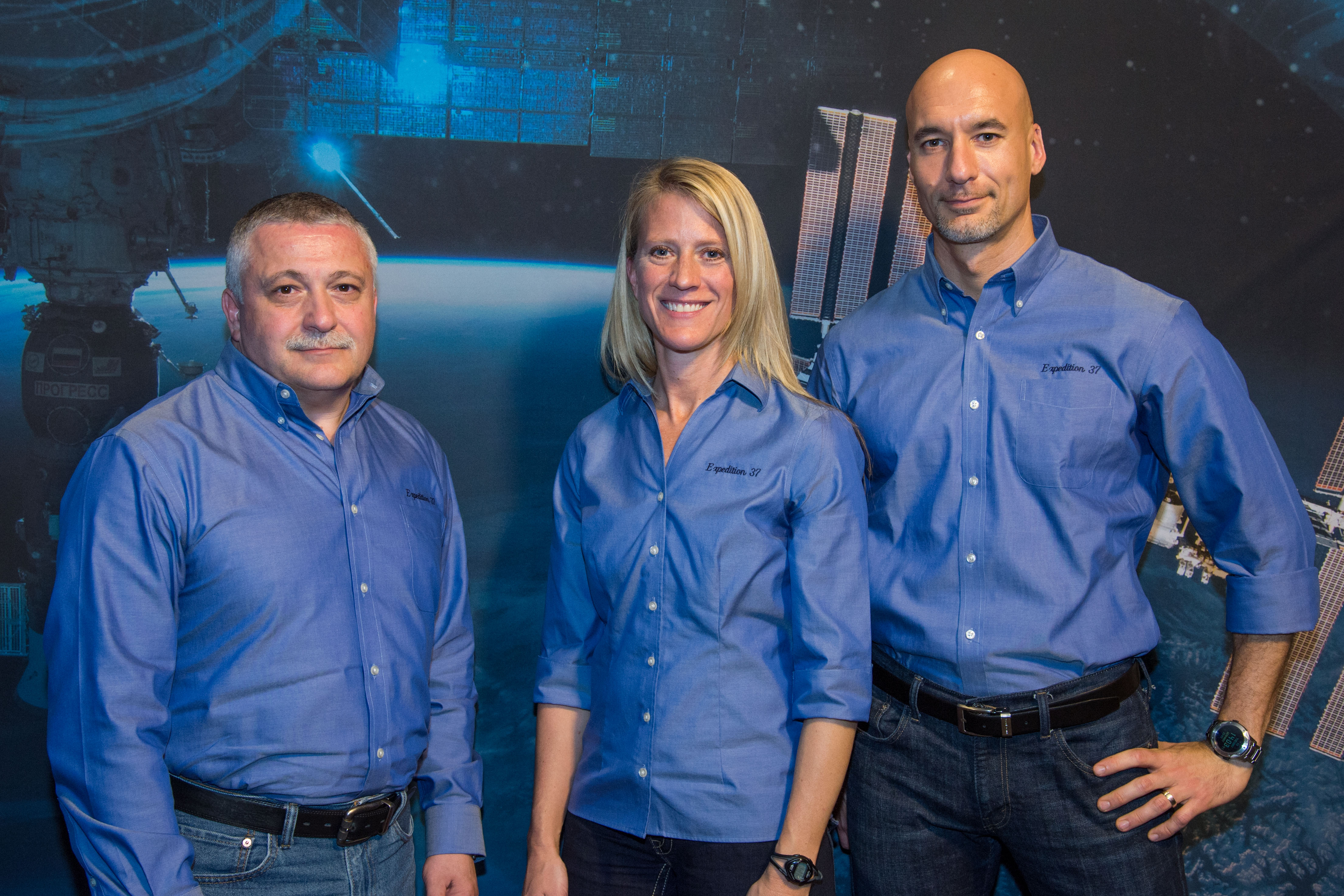
Equipaggio della Soyuz TMA-09M. Da sinistra a destra: Jurčichin, Nyberg, Parmitano

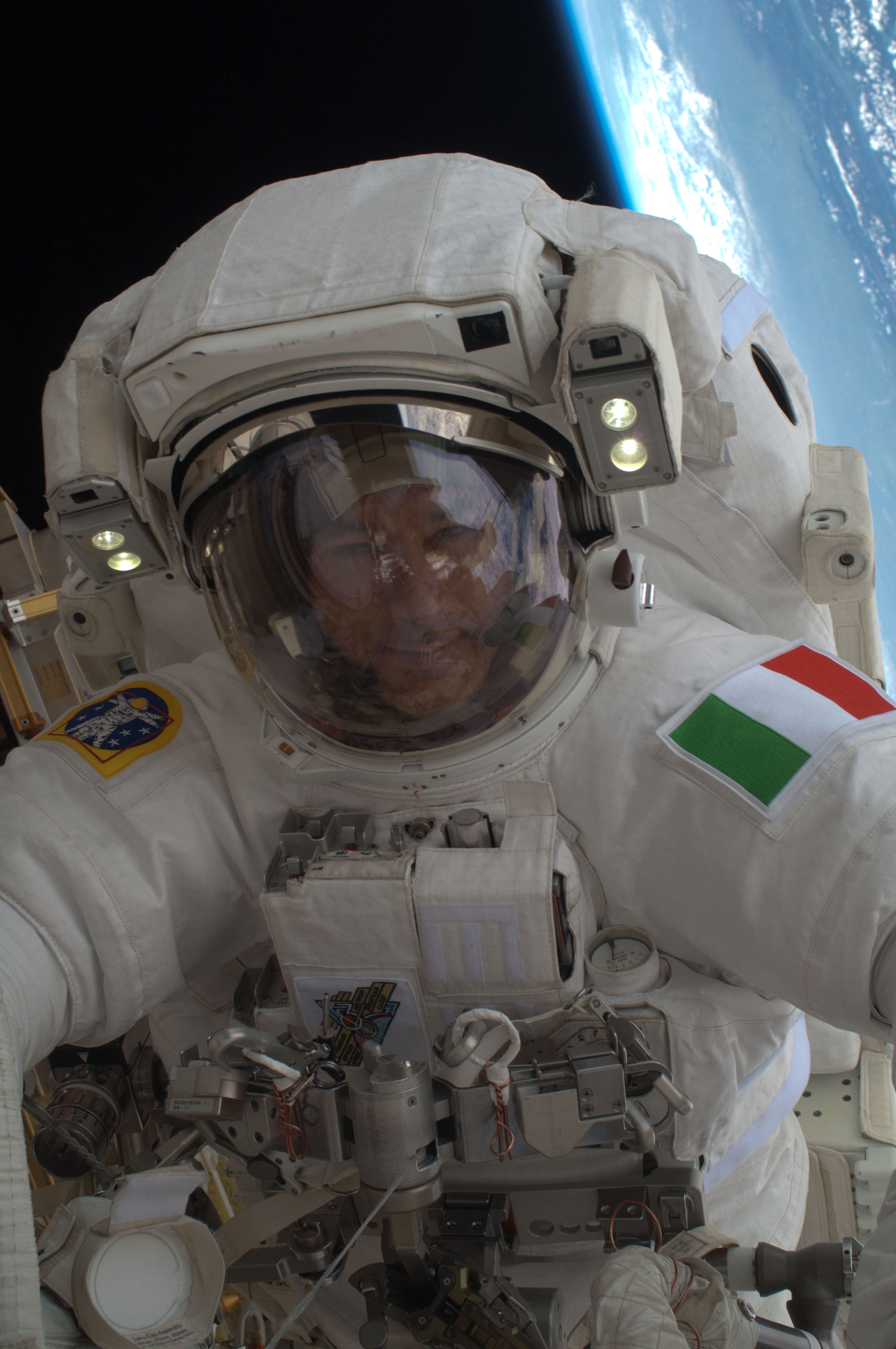
Parmitano durante la sua prima attività extraveicolare

È stato selezionato come astronauta ESA nel maggio 2009. Viene incluso nell'equipaggio di riserva della missione Expedition 34, e infine selezionato come ingegnere di volo per le missioni Expedition 36 ed Expedition 37. Il 28 maggio 2013 è partito con la Sojuz TMA-09M dal Cosmodromo di Bajkonur, Kazakistan, in direzione della Stazione spaziale internazionale. È il suo primo viaggio nello spazio ed è rimasto fino a novembre dello stesso anno insieme ai suoi compagni Fëdor Nikolaevič Jurčichin e Karen Nyberg. La missione prevedeva la partecipazione di Parmitano ad almeno due passeggiate spaziali, la prima delle quali ha avuto luogo il 9 luglio 2013 ed ha avuto una durata di 6 ore e 7 minuti: Parmitano è diventato così il primo astronauta italiano a svolgere attività extraveicolari.
La seconda attività extraveicolare ha avuto luogo il 16 luglio 2013, ma si è interrotta anzitempo a causa di un problema tecnico: poco dopo l'inizio della sessione Parmitano ha riportato di avere dell'acqua all'interno del casco della tuta Extravehicular Mobility Unit. Dato che l'acqua continuava ad aumentare ed aderiva al volto di Parmitano causandogli difficoltà di visione e di respirazione (si stima che nel casco si fosse accumulato circa un litro e mezzo d'acqua), il direttore di volo David Korth ha ordinato ad entrambi gli astronauti di rientrare nel Joint Airlock. Nel complesso la seconda EVA ha avuto una durata di 92 minuti. Un'inchiesta è stata aperta per investigare le possibili cause del problema e la NASA ha dichiarato che non saranno programmate ulteriori attività extraveicolari finché l'origine del problema non sarà stata chiarita. L'indagine ha permesso di appurare che l'allagamento del casco era dovuto ad un malfunzionamento della centrifuga che separa il flusso d'aria che circola verso il casco dall'acqua. Successivamente le tute da EVA sono state dotate di apposito boccaglio per consentire la respirazione dell'astronauta anche in caso di casco allagato.
A maggio del 2018 l'ESA ha selezionato Parmitano per le missioni Expedition 60 (seconda parte) ed Expedition 61. Il lancio di Parmitano verso la ISS è avvenuto il 20 luglio del 2019 a bordo della navicella Soyuz Ms-13, insieme all'americano Andrew Morgan (primo volo spaziale) ed al russo Alexander Skvortsov (terza missione spaziale). Nella seconda parte della missione, Parmitano ha ricoperto il ruolo di comandante della Stazione spaziale internazionale, per la prima volta assegnato ad un italiano e solo per la terza volta ad un astronauta dell'ESA in 18 anni di operazioni della stazione orbitante. Il nome della missione (Beyond, in italiano Oltre), è stato annunciato dallo stesso Parmitano il 27 settembre 2018 nel giorno del suo 42º compleanno durante un incontro organizzato dall'ESA a Frascati.
Il 15 novembre 2019 ha condotto la prima delle quattro attività extraveicolari programmate per la riparazione e modifica dell'Alpha Magnetic Spectrometer (AMS). La preparazione dell'area di lavoro sullo spettrometro è proseguita il 22 novembre durante la seconda passeggiata spaziale, mentre con la terza, condotta con successo il 2 dicembre, si è provveduto alla sostituzione delle pompe in avaria dello strumento con l'innesto di un nuovo impianto di refrigerazione. Il 25 gennaio 2020, durante un delicato intervento atto a riparare l'AMS, ha superato il record europeo di permanenza extraveicolare (EVA) cumulativa precedentemente detenuto dal collega svedese Christer Fuglesang con 31 ore e 54 minuti.
Il 6 febbraio 2020 è ritornato sulla Terra regolarmente.

### Fumetti
Luca Parmitano appare come personaggio in alcuni numeri del fumetto Nathan Never ed è anche coautore del numero di dicembre 2023 "la Terra si frantuma" 

## Pubblicazioni
- Luca Parmitano, Volare. 166 giorni con @astro_luca, Rai Eri, 2014, ISBN 978-8839716415.
- Luca Parmitano, Volare. Lo spazio e altre sfide, Rai Eri, 2017, ISBN 9788839717252.

## Partecipazioni TV/ Documentari
- Partecipazione nel programma televisivo "Space Walks" di Emilio Cozzi come ospite sia nella prima edizione 2021 che nella seconda edizione 2022.[26]

## Galleria d'immagini

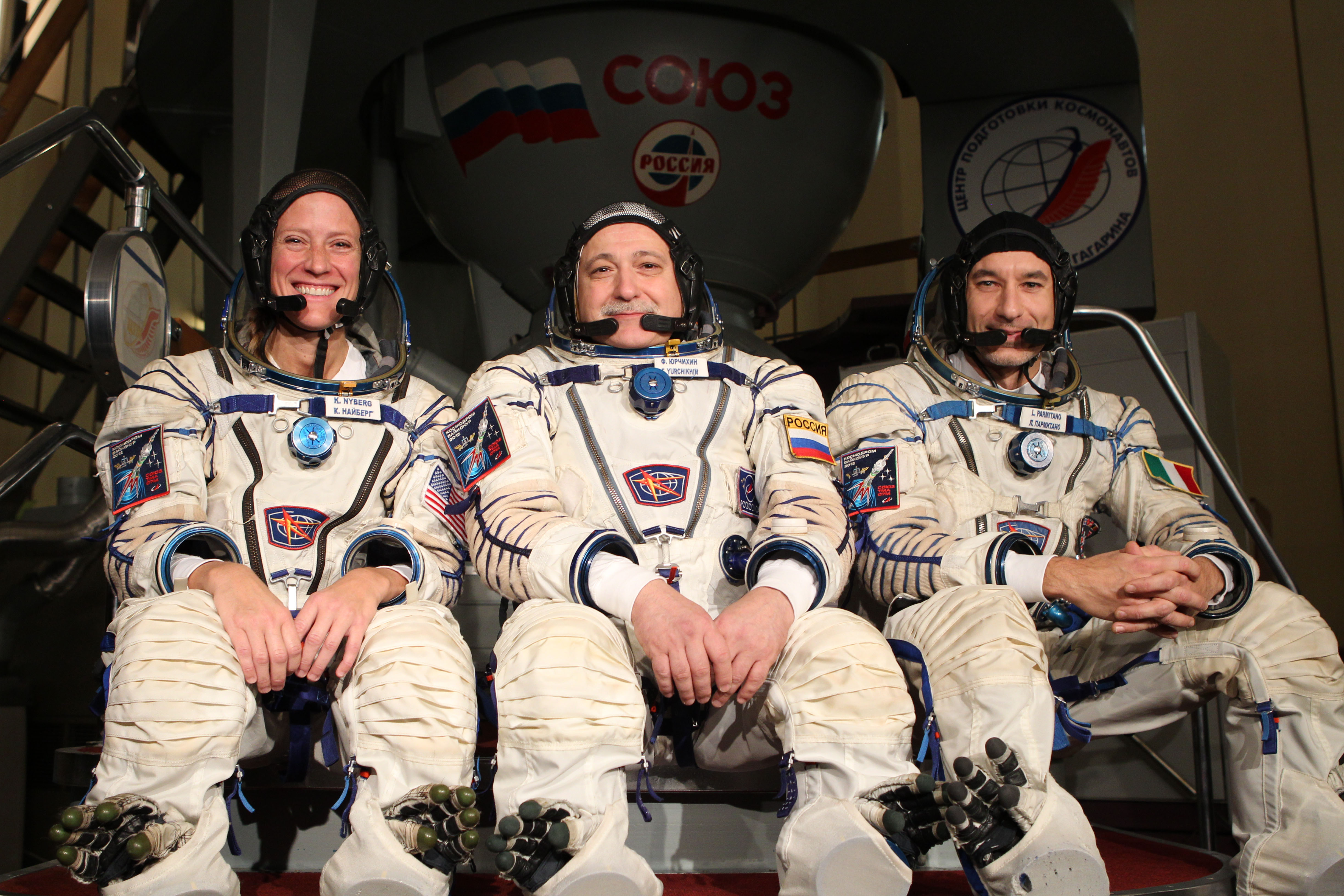
L'equipaggio di riserva della missione Expedition 34, composto da Nyberg, Yurchikhin e Parmitano
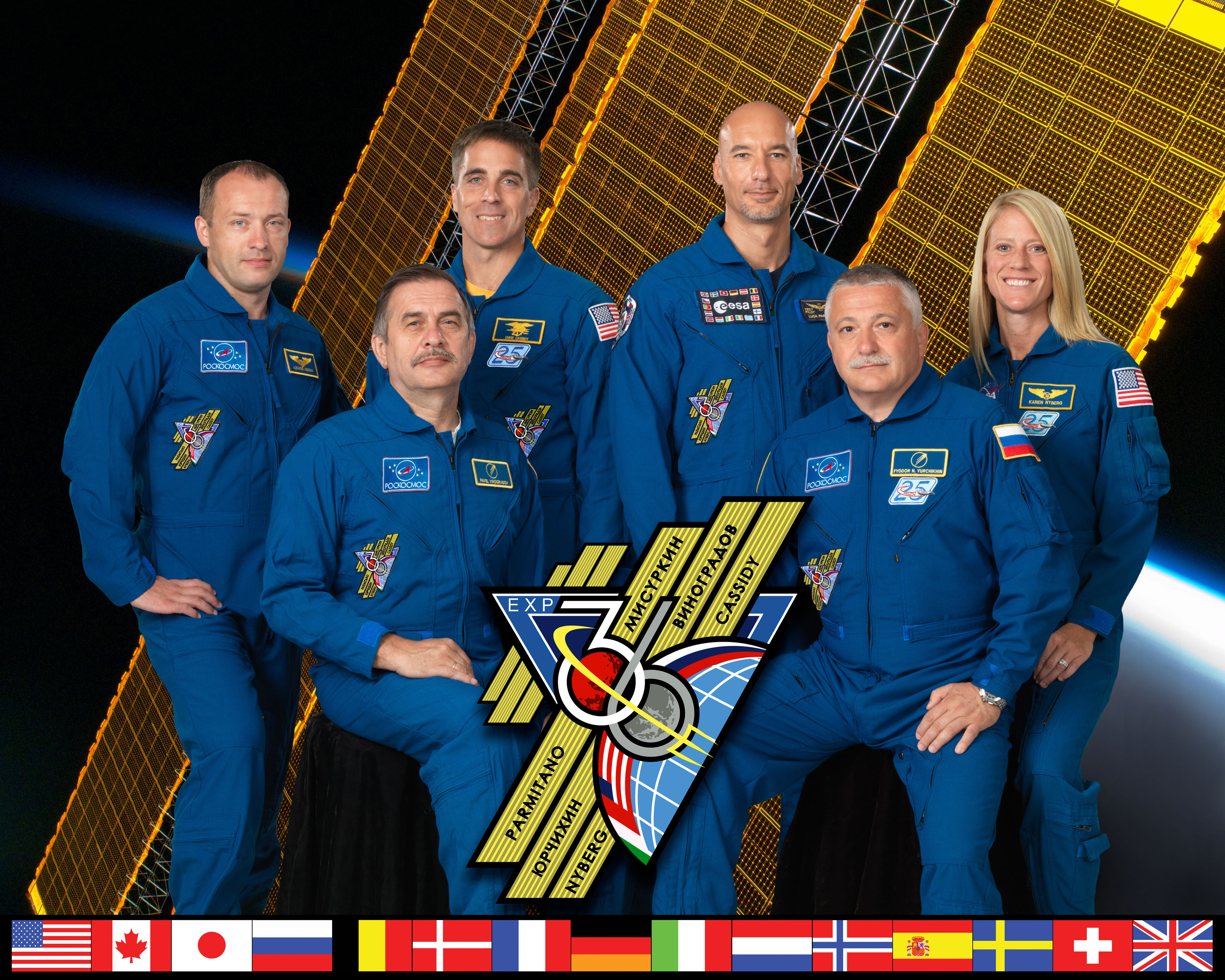
Ritratto dell'equipaggio della missione Expedition 36
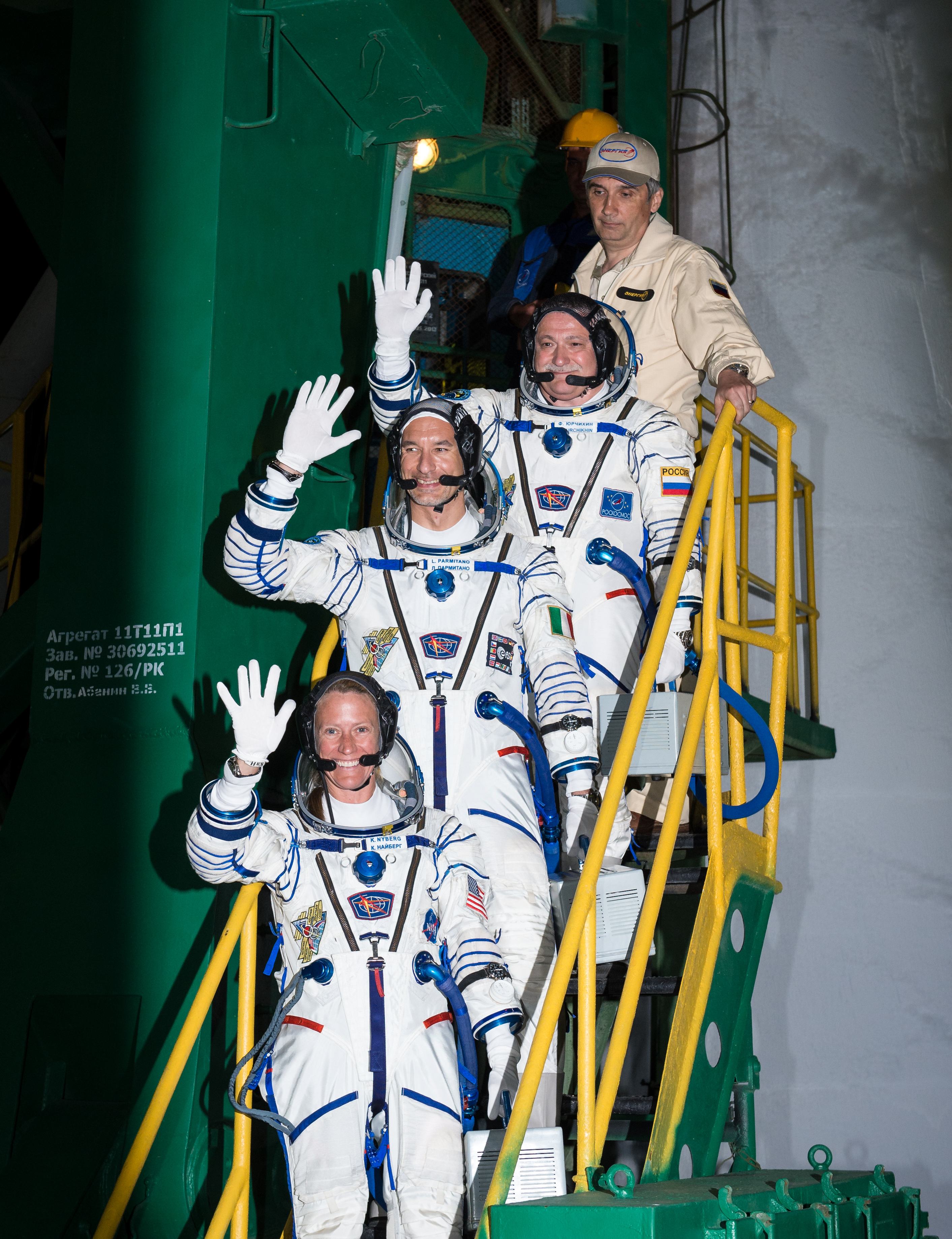
L'equipaggio della missione pronto per la partenza
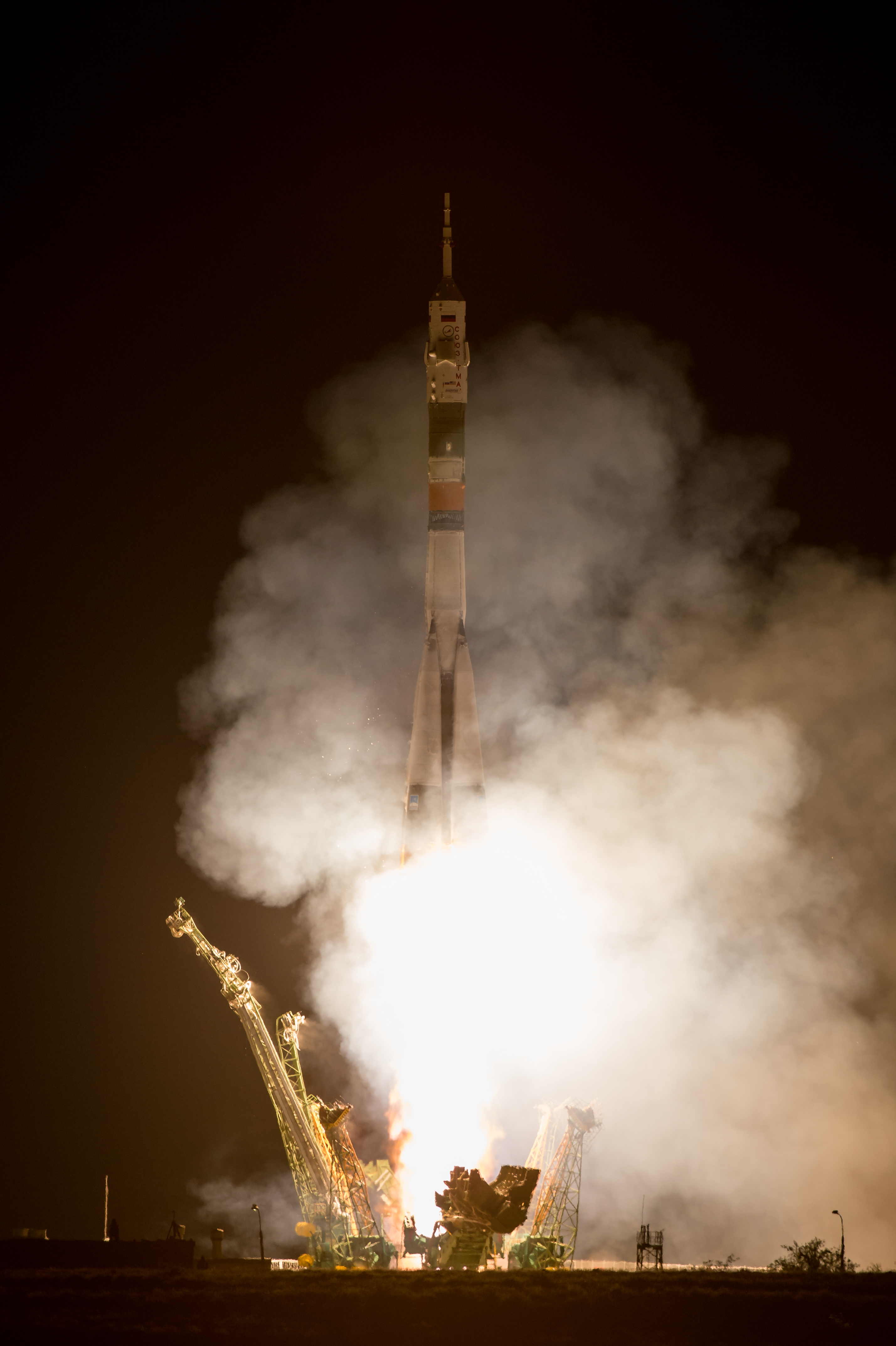
Soyuz TMA-09M al decollo
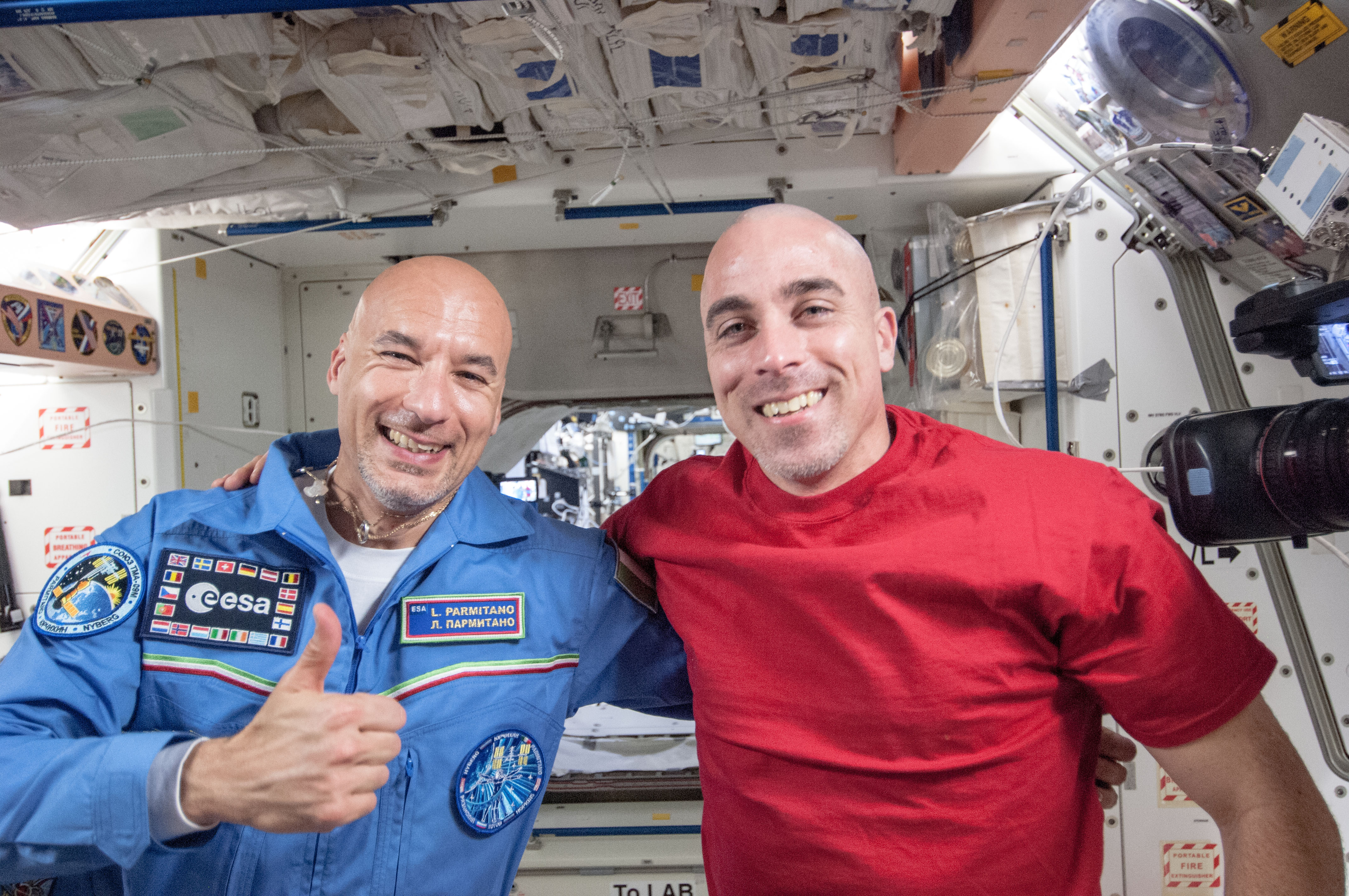
Parmitano con Chris Cassidy a bordo della stazione spaziale
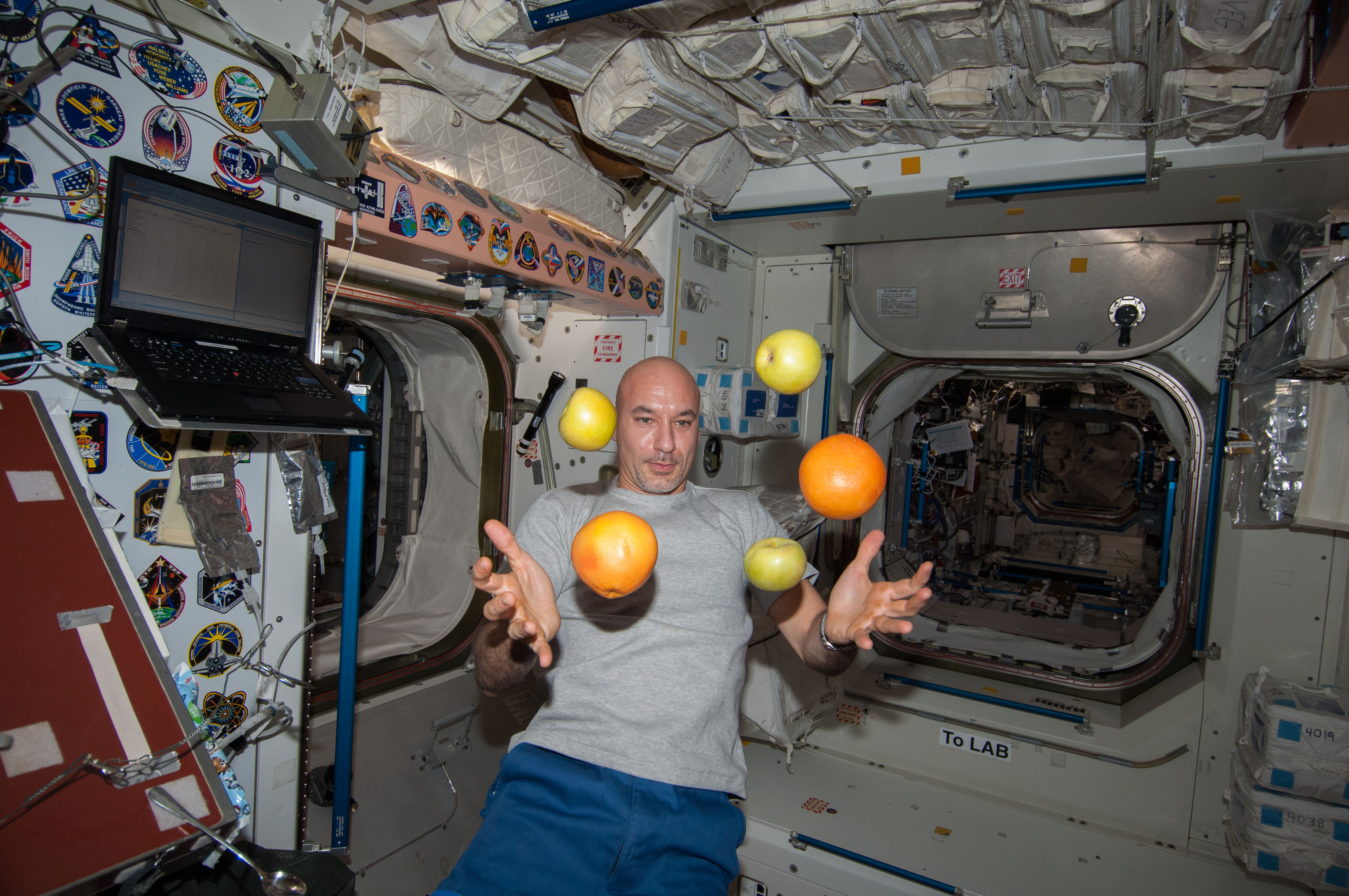
Parmitano durante un momento di relax nello Unity sulla stazione spaziale
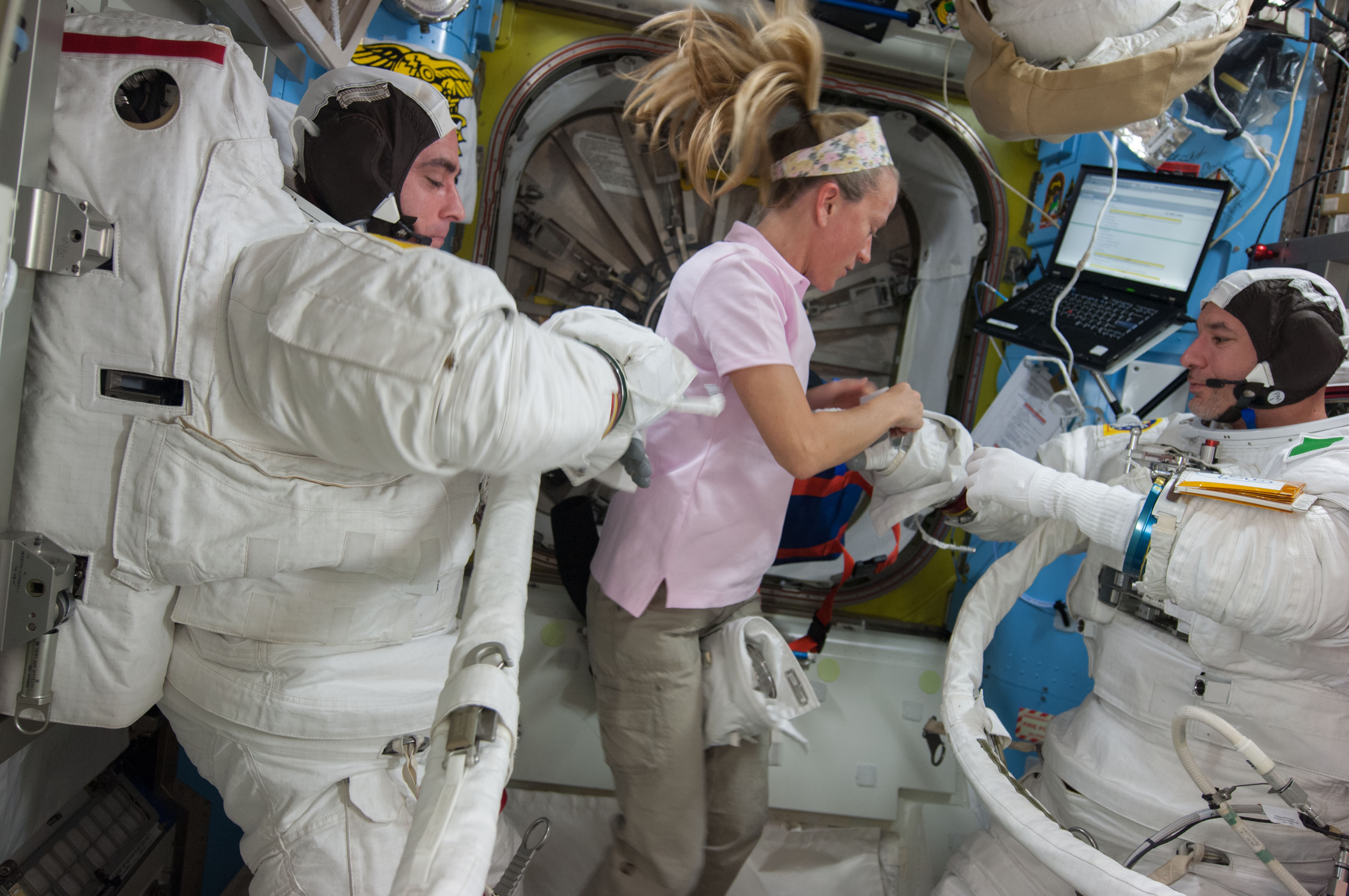
Cassidy, Nyberg e Parmitano durante la preparazione per l'attività extraveicolare
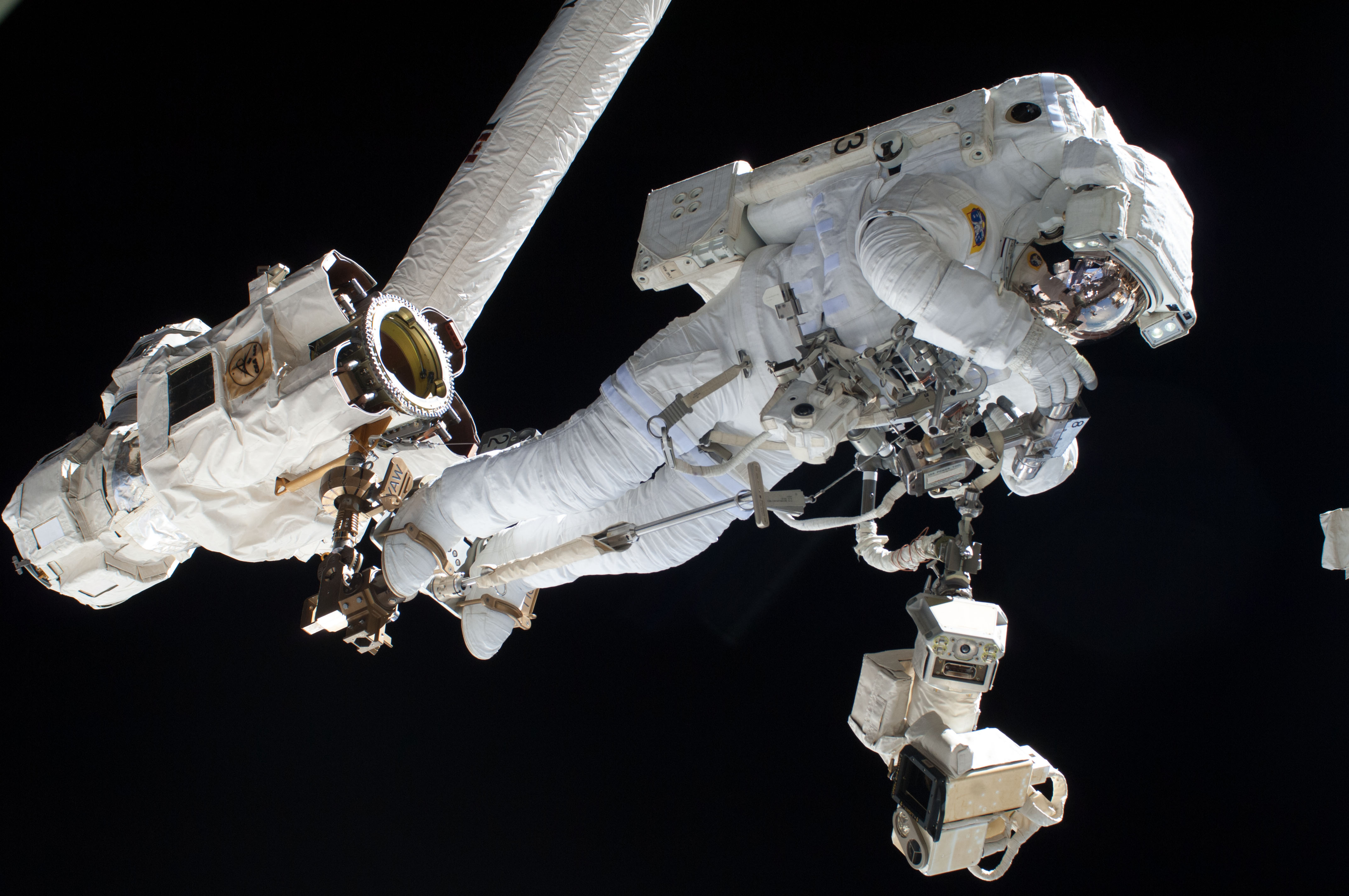
Parmitano sul Mobile Servicing System durante la sua prima passeggiata spaziale
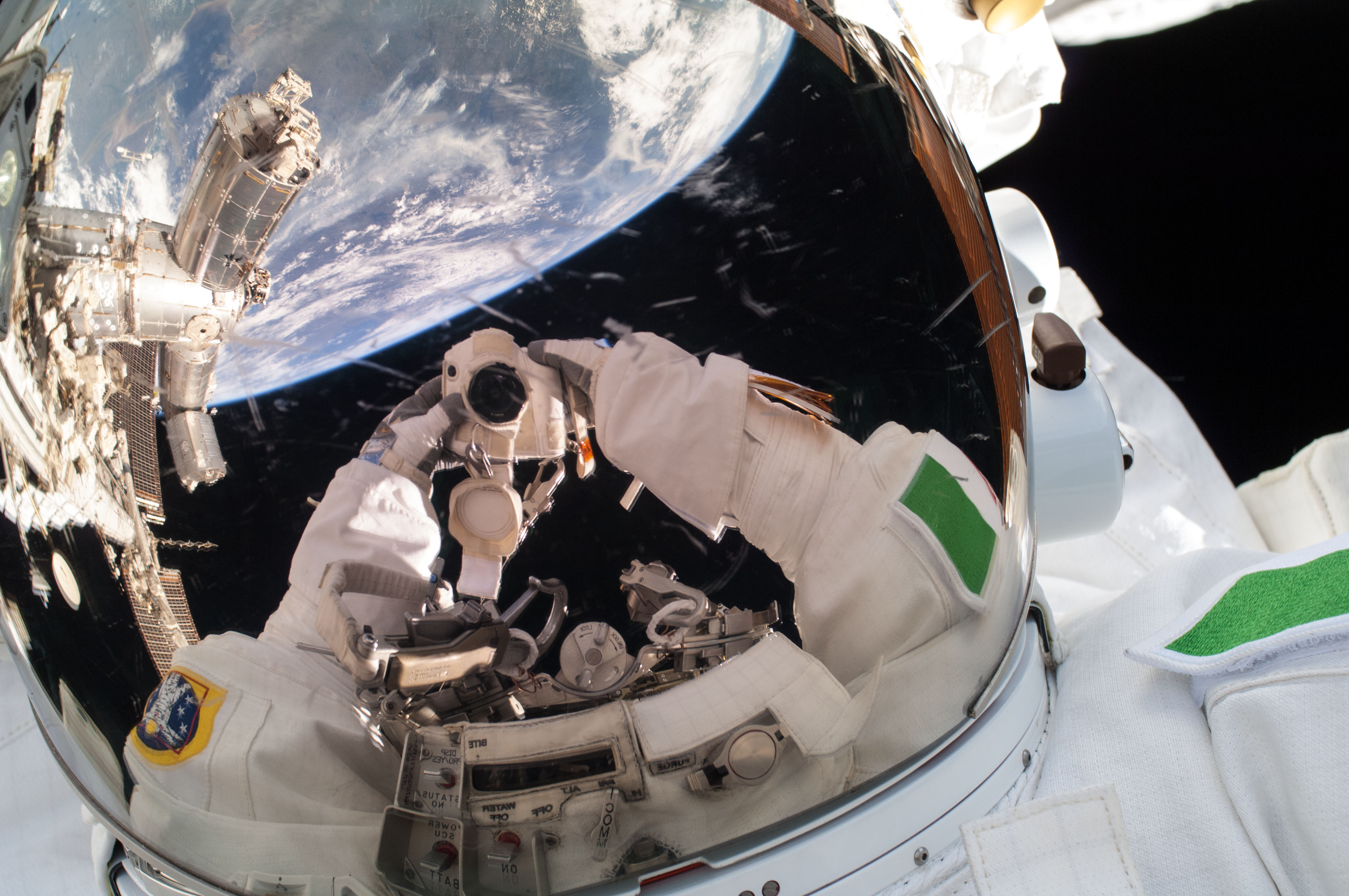
Autoscatto di Parmitano durante una sessione di attività extraveicolare
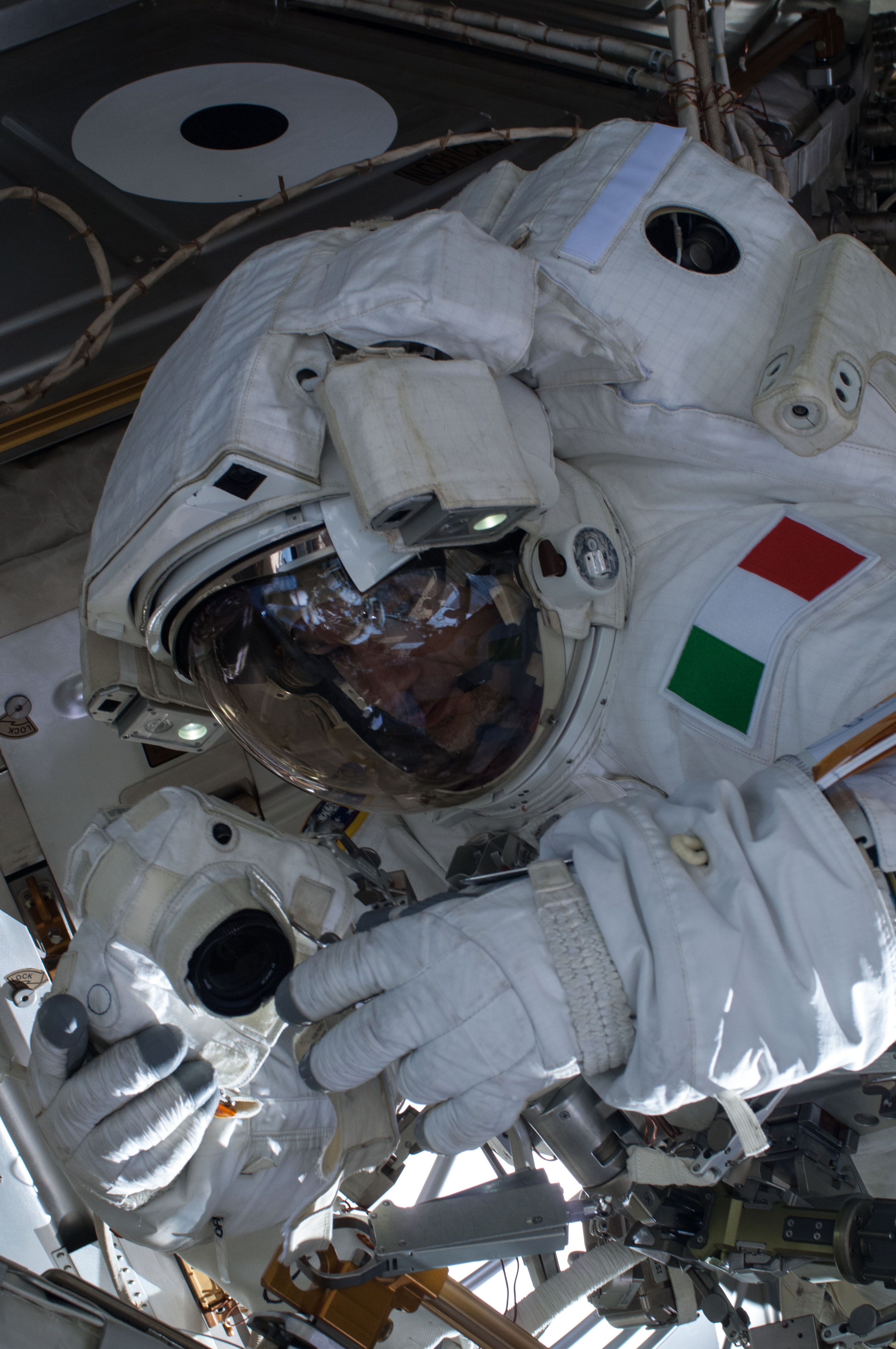
Parmitano durante la sua seconda passeggiata spaziale
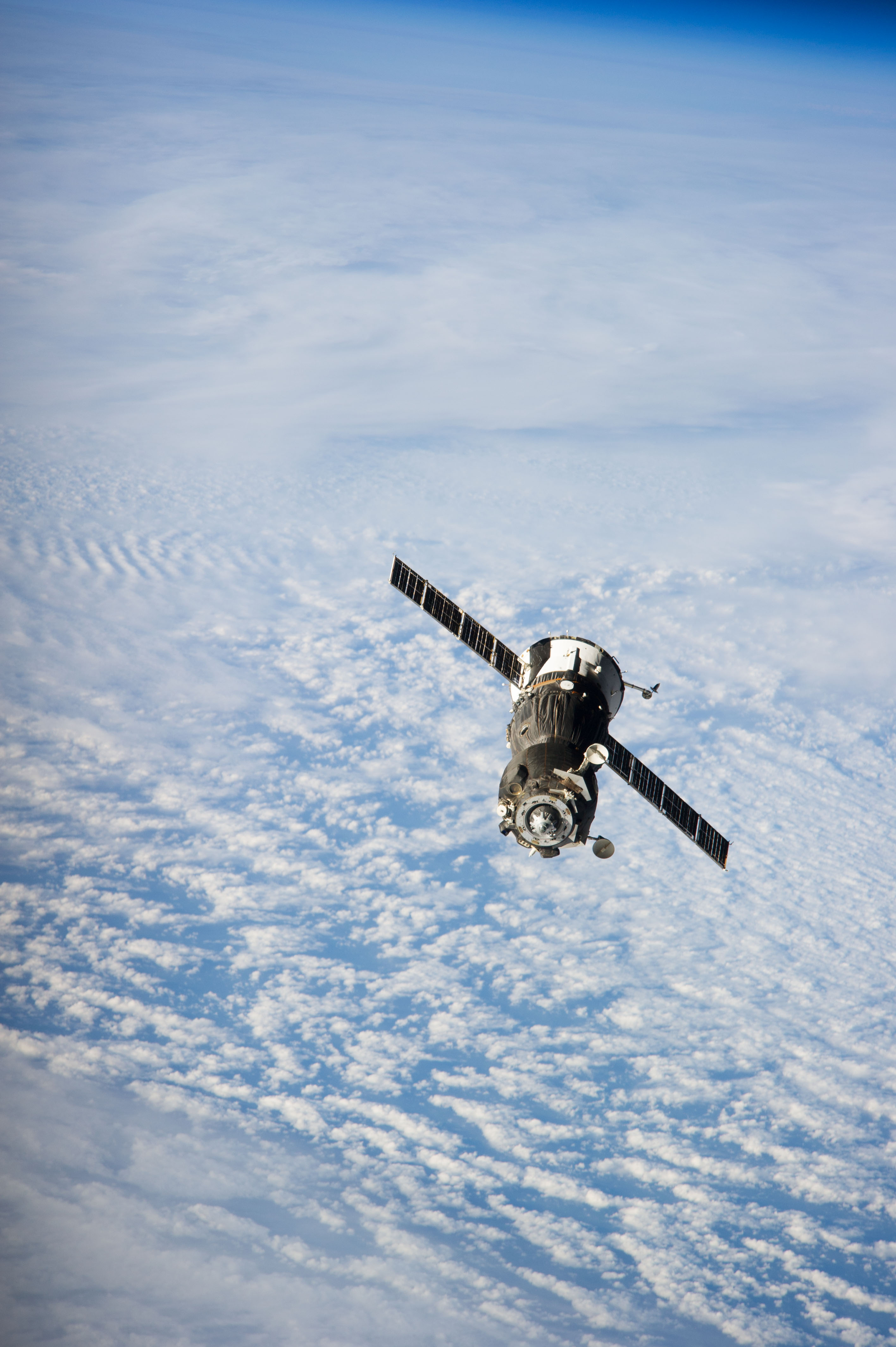
La Soyuz TMA-09M si allontana dall'ISS per rientrare nell'atmosfera
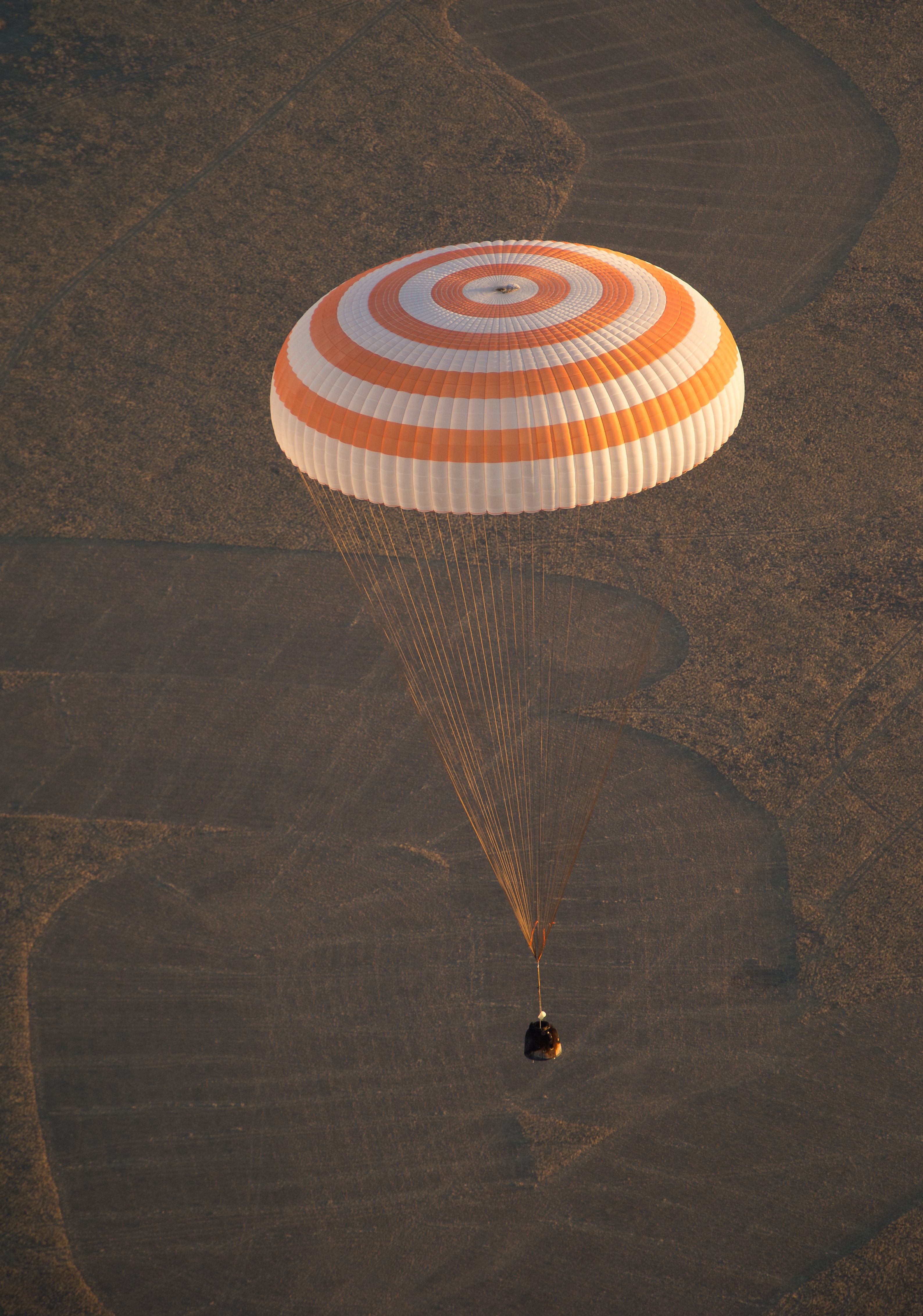
La capsula di rientro atterra nei pressi di Zhezkazgan, Kazakistan
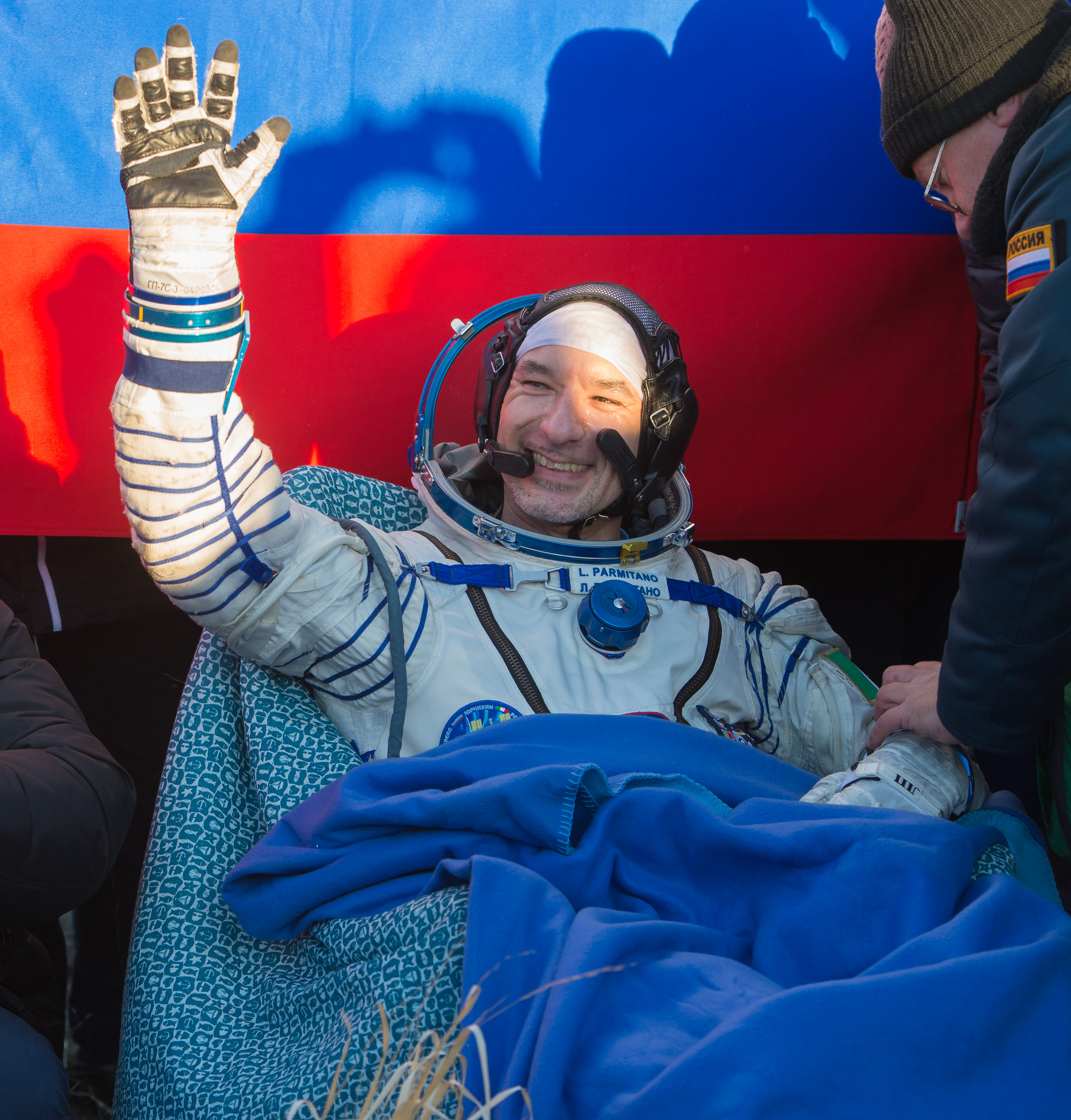
Parmitano pochi minuti dopo l'atterraggio